# Sergio Pagni
Sergio Pagni (Lucca, 26 marzo 1979) è un arciere italiano.
Residente a Montecatini Terme, fa parte degli "Arcieri del Micco di Pistoia".

## Carriera
Dopo un 2008 ricco di titoli, il 18 giugno 2008 ha raggiunto il primo posto nella classifica mondiale.
Si qualifica per quattro volte consecutive alle Finalissime di Coppa del Mondo nel 2008 2009 2010 e 2011.
Ha detenuto il record Mondiale di numero di Tappe vinte con 4 ori (Croazia 2008, Turchia 2008, Croazia 2009 e Shanghai 2009).
È anche l'unico Atleta al Mondo ad aver vinto 2 Coppe del Mondo (2009 e 2010), e per di più consecutivamente.
Durante l'edizione 2011 conclude ad Istanbul con un bronzo e porta a 3 il numero di podi consecutivi in coppa del Mondo.
Salta la finale nel 2012, ma nel 2013 vince il Bronzo a Parigi, sotto la Tour Eiffel, portando a 4 Medaglie (2 Ori 2 Bronzi) il medagliere del World Cup.
Viene nominato dalla FITARCO come Atleta dell'anno nel 2009 e nel 2010
Nel 2012 diventa l'unico atleta al mondo a vincere per la terza volta il Torneo Indoor di Nimes (nonché seconda tappa di World Cup Indoor).
Assieme a Marcella Tonioli vince per due volte il Mondiale Targa nel Mixed Team, nel 2011 e 2013 e fa sì che le uniche medaglie di specialità siano state vinte dall'Italia (titolo introdotto proprio nel 2011).
Nel 2013 per la prima volta nella storia del Compound, la specialità targa sostituisce l'hunter field ai World Games (le Olimpiadi per gli sport non olimpici), e durante la qualifica Sergio si impone al primo posto, concludendo l'avventura con un Argento nel Mixed team assieme a Marcella Tonioli.
A Wroclaw, in Polonia, durante la qualifica per la tappa di World Cup, Sergio stabilisce il nuovo Record Europeo di 714 punti su 720 a 50 m.
Nel 2014 vince una delle edizioni del Mondiale Indoor con il livello più alto mai riscontrato come punteggi e aggiunge alla sua bacheca un Titolo Mondiale Individuale in una delle più belle finali Indoor di sempre contro Reo Wilde.
Nel 2016 vince il Vegas Shoot, il torneo in assoluto più prestigioso nel panorama mondiale. Vince come Lucky Dog, il primo nella storia del torneo a raggiungere questo risultato.
Sempre nel 2016 vince la tappa di Medellin (Colombia) della Coppa del Mondo, portando a 5 le vittorie di tappe nella carriera.
Nel 2017/2108 vince con le squadre nazionali 3 medaglie mondiali, due argenti tra mondiale all’aperto ed al chiuso e un bronzo con la squadra mix all’aperto.
Vince un Argento individuale al mondiale Indoor, portando a 4 medaglie mondiali in poco più di 5 mesi.
Nel 2019 vince il Vegas Shoot per la seconda volta, questa volta con un 900 in qualifica, vincendo su altri 23 nel finale Shoot-off, battendo tutti senza mai sbagliare un tiro.
nel 2022 accetta l'incarico di Coach della nazionale Indiana che allena per tutta la stagione 2023. Durante questa stagione l'India domina le classifiche vincendo 3 Ori individuali nelle singole tappe di coppa del mondo (Sureka, Verma, Jawkar) e molteplici ori tra mixed team e squadre.
Durante il Mondiale a Berlino accade poi l'inimmaginabile, entrambi i titoli individuali vanno all'India, con Ojas Deotale nel maschile e la 16enne Aditi Swami nel femminile. Prima di loro però la vittoria della Squadra Femminile registra il primo titolo mondiale nel targa per l'India da quando i mondiali sono stati istituiti.
Alla fine del 2023 agli Asian Games la squadra Indiana con il Coach Pagni registra il record assoluto di 5 Ori, 1 Argento e un Bronzo sui possibili 5 titoli, registrando un massimo storico e per la prima volta nella storia degli Asian Games l'India è Prima nel medagliere di Tiro con l'Arco.
Per questi titoli la World Archery assegna il premio di Miglio Allenatore del Mondo a Pagni durante le finali di Vegas a Febbraio del 2024, mettendolo agli annali come primo Compoundista della storia ad aver vinto sia Titoli individuali come Atleta che come Coach.

## Titoli Nazionali di Classe
| 2018 | Campionati Italiani Indoor Senior |
| 2017 | Campionati Italiani Indoor Senior |
| 2013 | Campionati Italiani Indoor Senior |
| 2012 | Campionati Italiani Indoor Senior |
| 2011 | Campionati Italiani Indoor Senior |
| 2010 | Campionati Italiani Targa Senior  |
| 2010 | Campionati Italiani Indoor Senior |
| 2009 | Campionati Italiani Indoor Senior |
| 2008 | Campionati Italiani Targa Senior  |
| 2007 | Campionati Italiani Targa Senior  |
| 2007 | Campionati Italiani Indoor Senior |
| 2005 | Campionati Italiani Indoor Senior |

## Titoli Nazionali Assoluti
| 2014 | Campionati Italiani Indoor |
| 2012 | Campionati Italiani Targa  |
| 2012 | Campionati Italiani Indoor |
| 2008 | Campionati Italiani Indoor |
| 2006 | Campionati Italiani Targa  |
| 2007 | Campionati Italiani Targa  |

## Titoli internazionali
| 2019 | 2ª Tappa World Cup, Colombia - Oro a Squadre                            |
| 2019 | LAS Vegas Archery Festival, Stati Uniti - Oro individuale               |
| 2018 | Indoor World Series, Roma, Italia - 3º individuale                      |
| 2018 | Indoor World Series, GT Open, Lussemburgo - 3º individuale              |
| 2018 | Europei Targa, Polonia - 2° Individuale                                 |
| 2018 | 4ª Tappa World Cup, Germania - 3° Squad.                                |
| 2018 | Mondiali Indoor, Stati Uniti - 2º individuale e 2° Squad.               |
| 2017 | Mondiale Targa, Messico - 2° Squad., 3° Squad.Mix e 9 Individuale       |
| 2017 | 3ª Tappa World Cup, Stati Uniti- 2° Squad.                              |
| 2016 | 3ª Tappa World Cup, Turchia - 2° Squad.                                 |
| 2016 | 2ª Tappa World Cup, Colombia - Oro individuale e 2° Squad.              |
| 2016 | LAS Vegas Archery Festival, Stati Uniti - Oro individuale come LuckyDog |
| 2016 | Mondiali indoor, Turchia - Oro a Squadre                                |
| 2015 | 4ª Tappa World Cup, Polonia - 3° Squad.                                 |
| 2015 | 4ª Tappa World Cup, Colombia - 2° Squad.                                |
| 2015 | Europei Indoor, Slovenia - Oro Individuale                              |
| 2014 | 4ª Tappa World Cup, Polonia - 3° Squad.                                 |
| 2014 | Europei Targa, Armenia - 3° Squad. e 2° Individuale                     |
| 2014 | 3ª Tappa World Cup, Turchia - 3° Squad. e 4° Individuale                |
| 2014 | 2ª Tappa World Cup, Colombia - 3° Squad.                                |
| 2014 | Mondiali Indoor, Francia - Oro Individuale                              |
| 2014 | LAS Vegas Archery Festival, Stati Uniti - 12º finalista con 900 su 900. |
| 2013 | Mondiale Targa, Turchia - Oro Squad.Mix e 9 Individuale                 |
| 2013 | Finale World Cup Parigi, Francia - 2º Squad. e 3º Individuale           |
| 2013 | 4ª Tappa World Cup, Polonia - 2º Individuale                            |
| 2013 | WORLD GAMES, Colombia - 2º Squad.Mix e 9 ind.                           |
| 2013 | 3ª Tappa World Cup, Colombia - Oro Squad.Mix                            |
| 2013 | 2ª Tappa World Cup, Turchia - Oro Squad.Mix                             |
| 2013 | 1ª Tappa World Cup, Cina - 2º Squad. e 3º Squad.Mix                     |
| 2012 | Berlin Open, Germania - Oro Individuale                                 |
| 2012 | Europeo Targa Amsterdam, Paesi Bassi - Oro Indiv. e 2º Squad.Mix        |
| 2012 | European Grand Prix SOFIA, - Oro Squad. e Oro Squad.Mix                 |
| 2012 | LAS Vegas Archery Festival, Stati Uniti - 10º finalista con 900 su 900. |
| 2012 | Mondiale Indoor, Stati Uniti - 5º a squadra e 8º Individuale.           |
| 2012 | International Tournament NIMES, Francia - Oro Indiv.                    |
| 2011 | Face2Face UK, Regno Unito - 3º Indiv.                                   |
| 2011 | FINALE World Cup, Turchia - 3º Indiv.                                   |
| 2011 | Mondiali Targa, Italia - 6º Indiv. e Oro Squad.Mix                      |
| 2011 | 3ª Tappa World Cup, Stati Uniti - 3º Indiv. e 2º Squad.Mix              |
| 2011 | 2º European Grand Prix, Francia - 2º Indiv.                             |
| 2011 | 1º European Grand Prix, Turchia - Oro Indiv.                            |
| 2010 | FINALE World Cup, Regno Unito - Oro Indiv.                              |
| 2010 | 2º European Grand Prix, Russia - 2º Indiv., 2º Squad. e 2º Squad.Mix    |
| 2010 | 1º European Grand Prix, Armenia - Oro Indiv. e 1º Squad.                |
| 2010 | Europei Targa, Italia - 2º Indiv. e 3º Squad.                           |
| 2010 | 1ª Tappa World Cup, Croazia - 2º Indiv.                                 |
| 2010 | Europei Indoor, Croazia - Oro Indiv. e 2º Squad.                        |
| 2009 | FINALE World Cup, Danimarca - Oro Indiv. e 2º Squad. Mista              |
| 2009 | Mondiali Targa, Corea del Sud - 11º Indiv.                              |
| 2009 | 4ª Tappa World Cup, Cina - Oro Indiv.                                   |
| 2009 | 2ª Tappa World Cup, Croazia - Oro Indiv. e 2º Squad.                    |
| 2008 | Face2Face Amsterdam, Paesi Bassi - Oro Indiv.                           |
| 2008 | FINALE World Cup, Svizzera - 4º Indiv.                                  |
| 2008 | 3ª Tappa World Cup, Turchia - Oro Indiv. e Oro Squad.                   |
| 2008 | 2ª Tappa World Cup, Croazia - Oro Indiv. e Oro Squad.                   |
| 2008 | Europei Targa, Francia - 5º Indiv.                                      |
| 2008 | Europei Indoor, Italia - Oro Indiv. e 8º Squad.                         |
| 2008 | International Tournament NIMES, Francia - Oro Indiv.                    |
| 2007 | Mondiali Targa, Germania - 9º Squad.                                    |
| 2007 | Mondiali Indoor, Turchia - 4º Squad. e 12º Indiv.                       |
| 2007 | LAS Vegas, Stati Uniti - finalista con 900 su 900.                      |
| 2006 | Face2Face Amsterdam, Paesi Bassi - Oro Indiv.                           |
| 2006 | Mondiali Universitari, Slovacchia - Argento Indiv.                      |
| 2006 | Europei Indoor, Spagna - Argento Squad. e 5º Indiv.                     |
| 2006 | International Tournament NIMES, Francia - Oro Indiv.                    |
| 2005 | Universiadi, Turchia - Oro Indiv.                                       |
| 2005 | Mondiali Targa, Spagna - 12º Squad.                                     |
| 2004 | Mondiali Universitari, Spagna - Bronzo Squad.                           |

## Record Attuali
| 18 m Indoor             | 598             |
| 25 m Indoor             | 594             |
| 18+25 m Indoor          | 594+594= 1188   |
| FITA 144                | Porec 1406      |
| 70 m Round              | Alessandria 706 |
| 50 m Round              | Wroclaw 714     |
| 36 final arrows Indoor  | 355             |
| 36 final arrows Outdoor | 352             |

## Arco utilizzato 2008
| Compound          | Hoyt Ultra Elite |
| Flettenti         | XT3000 |
| Cam               | Cam 1\2 Plus nº2 |
| Allungo           | 28 1\2 AMO |
| Potenza effettiva | 60# |
| Mirino            | Shibuya Ultima Carbon |
| Stabilizzazione   | Beiter (37") |
| Rest              | SPOT 3 C.D. a caduta |
| Sgancio           | Cascade X8 Spot Hogg |
| Frecce            | Aste: Easton X10 Protour – 420 C4 Punte: Tungsteno 120 grani Cocche: Beiter Pin\Out Impennaggio: Easton Diamond vanes 1 3/4 |

## Arco utilizzato 2009 & 2010
| Compound          | Hoyt VANTAGE Elite |
| Flettenti         | XT2000 |
| Cam               | Cam 1\2 Plus nº1 |
| Allungo           | 28 1\2 AMO |
| Potenza effettiva | 60# |
| Mirino            | Shibuya Ultima Carbon |
| Stabilizzazione   | Beiter (37") |
| Rest              | SPOT 3 C.D. a caduta con doppia regolazione                                                                                 |
| Sgancio           | Cascade X8 Spot Hogg |
| Frecce            | Aste: Easton X10 Protour – 420 C4 Punte: Tungsteno 120 grani Cocche: Beiter Pin\Out Impennaggio: Easton Diamond vanes 1 3/4 |

## Arco utilizzato 2011 & 2012
| Compound          | Hoyt VANTAGE Elite PLUS                                                                                      |
| Flettenti         | XT2000 |
| Cam               | Spiral Cam                                                                                                   |
| Allungo           | 28 1\2 AMO                                                                                                   |
| Potenza effettiva | 60# |
| Mirino            | Shibuya Ultima Carbon CPX                                                                                    |
| Stabilizzazione   | Beiter (37")                                                                                                 |
| Rest              | SPOT 3 C.D. a caduta con doppia regolazione                                                                  |
| Sgancio           | Cascade X8 Spot Hogg                                                                                         |
| Frecce            | Aste: Easton X10 Protour – 420 C4 Punte: Tungsteno 120 grani Cocche: Beiter Pin Impennaggio: Flex Fletch 187 |

## Arco utilizzato 2013  & 2014
| Compound          | Hoyt PRO COMP XL                                                                                             |
| Flettenti         | XT2000 |
| Cam               | Spiral Cam                                                                                                   |
| Allungo           | 28 1\2 AMO                                                                                                   |
| Potenza effettiva | 60# |
| Mirino            | Shibuya Ultima Carbon CPX                                                                                    |
| Stabilizzazione   | Beiter (37")                                                                                                 |
| Rest              | SPOT 3 C.D. a caduta con doppia regolazione                                                                  |
| Sgancio           | Cascade X8 Spot Hogg                                                                                         |
| Frecce            | Aste: Easton X10 Protour – 420 C4 Punte: Tungsteno 120 grani Cocche: Beiter Pin Impennaggio: Flex Fletch 187 |

## Arco utilizzato 2015
| Compound          | Hoyt PODIUM 40                                                                                               |
| Flettenti         | XT2000 |
| Cam               | Spiral Pro                                                                                                   |
| Allungo           | 28 1\2 AMO                                                                                                   |
| Potenza effettiva | 60# |
| Mirino            | Shibuya Ultima Carbon CPX                                                                                    |
| Stabilizzazione   | Beiter (37")                                                                                                 |
| Rest              | SPOT 3 C.D. a caduta con doppia regolazione                                                                  |
| Sgancio           | Cascade X8 Spot Hogg                                                                                         |
| Frecce            | Aste: Easton X10 Protour – 420 C4 Punte: Tungsteno 120 grani Cocche: Beiter Pin Impennaggio: Flex Fletch 187 |

## Arco utilizzato 2016-2017
| Compound          | Hoyt PODIUM 40                                                                                      |
| Flettenti         | XT2000                                                                                              |
| Cam               | Spiral Pro                                                                                          |
| Allungo           | 28 1\2 AMO                                                                                          |
| Potenza effettiva | 60#                                                                                                 |
| Mirino            | Shibuya Ultima Carbon CPX                                                                           |
| Stabilizzazione   | Beiter (37")                                                                                        |
| Rest              | SPOT 1 C.D. a caduta con singola regolazione                                                        |
| Sgancio           | Cascade X8 Spot Hogg                                                                                |
| Frecce            | Aste: Easton X10 Protour – 420 C4 Punte: Tungsteno 120 grani Cocche: Beiter Pin Impennaggio: GasPro |

## Arco utilizzato 2018-2019
| Compound          | Hoyt PREVAIL 40                                                                                     |
| Flettenti         | XT2000                                                                                              |
| Cam               | SVX                                                                                                 |
| Allungo           | 28 1\2 AMO                                                                                          |
| Potenza effettiva | 60#                                                                                                 |
| Mirino            | Shibuya Ultima Carbon CPX 2                                                                         |
| Stabilizzazione   | Beiter (37")                                                                                        |
| Rest              | SPOT 1 C.D. a caduta con singola regolazione                                                        |
| Sgancio           | Cascade X8 Spot Hogg                                                                                |
| Frecce            | Aste: Easton X10 Protour – 380 C3 Punte: Tungsteno 140 grani Cocche: Beiter Pin Impennaggio: GasPro |